# Madeira Andebol SAD
O Madeira Andebol SAD é um clube de andebol português fundado a 29 de setembro de 1998, sediado no Funchal. É o maior clube de andebol da Região Autónoma da Madeira. As suas equipas, atletas e simpatizantes são apelidados de insulares.
Apesar da sua idade relativamente nova, o clube domina as competições nacionais femininas e consolidou a sua presença nas competições nacionais masculinas, lutando sempre por classificações que garantam acesso às competições europeias, tendo mesmo alcançado o título de campeão nacional em 2005. 
A equipa de andebol masculina encontra-se em parceria com o Club Sport Marítimo desde 2016, utilizando as cores do clube de futebol invés das cores tradicionais do clube.

## Palmarés

### Masculino

#### Títulos Nacionais
- Campeonato Nacional (1)
  - 2004–05

- Taça de Portugal (1)
  - 1998–99

### Feminino

#### Títulos Nacionais
- Campeonato Nacional (14)
  - 1998–99 • 1999–00 • 2000–01 • 2001–02 • 2002–03 • 2003–04 • 2004–05 • 2005–06 • 2006–07 • 2007–08 • 2008–09 • 2011–12 • 2015–16 • 2017–18[3]

- Taça de Portugal (18)
  - 1998–99 • 1999–00 • 2000–01 • 2001–02 • 2002–03 • 2003–04 • 2004–05 • 2005–06 • 2006–07 • 2007–08 • 2008–09 • 2009–10 • 2010–11 • 2011–12 • 2012–13  • 2013–14 • 2014–15 • 2017–18[3]

- Supertaça (20)
  - 1999 • 2000 • 2001 • 2002 • 2003 • 2004 • 2005 • 2006 • 2007 • 2008 • 2009 • 2010 • 2011 • 2012 • 2013  • 2014  • 2015 • 2016 • 2017 • 2018[3]

## Histórico Europeu

### Andebol Masculino
| Temporada | Competição     | Ronda | Equipa              | 1ª Mão | 2ª Mão | Agregado |
| --------- | -------------- | ----- | ------------------- | ------ | ------ | -------- |
|           |                |       |                     |        |        |          |
| 2011–12   | Taça EHF       | R2    | HC Neistin          | 34–20  | 31–17  | 65–37    |
| 2011–12   | Taça EHF       | R3    | HT Tatran Prešov    | 24–24  | 19–27  | 43–51    |
| 2012–13   | Taça EHF       | R2    | AC Diomidis Argous  | 25–30  | 26–32  | 51–62    |
| 2017–18   | Taça Challenge | R3    | Parnassos Strovolou | –      | –      | –        |

### Andebol Feminino
| Temporada | Competição | Ronda | Equipa                  | 1ª Mão | 2ª Mão | Agregado |
| --------- | ---------- | ----- | ----------------------- | ------ | ------ | -------- |
|           |            |       |                         |        |        |          |
| 2016–17   | Taça EHF   | R1    | Brest Bretagne Handball | 16–30  | 18–31  | 34–61    |

## Equipa

### Plantel
Plantel para 2016-17
| Guarda-Redes - Luís Carvalho - Gustavo Capdeville - Pedro Silva Ponta Direito - Francisco Martins - Daniel Santos Ponta Esquerdo - Tiago Ferro - João Miranda Pivot - Bruno Moreira - João Gomes - João Paulo Universal - Bernardo Santos - João Pinto | Lateral Esquerdo - Oleksandr Nekrushets - Diogo Alves - Pedro Rodrigues - Elledy Semedo Central - Hugo Lima - João Mendes Lateral Direito - Diogo Brasão |

## Jogadores Notáveis
- Mario Blažević
- Paulo Fidalgo
- João Mendes

## Ligações Externas
- Site oficial